# Mahmoud Wagdy
Generalleutnant Mahmoud Wagdy (ägyptisch-arabisch محمود وجدى, DMG Maḥmūd Waǧdī; * 23. März 1948 in el-Beheira) war vom 31. Januar 2011 bis zum 6. März 2011 der ägyptische Innenminister. Der regierende Militärrat teilte in seiner vierten Ankündigung mit, dass die derzeit amtierenden Minister des Kabinetts Schafik bis zur Wahl einer neuen Regierung ihre Arbeit fortsetzen sollen.

## Leben
Wagdy diente als Unteroffizier, bis er zur Kairiner Kriminalpolizei kam. Wagdi schloss sein Rechtsstudium mit Diplom in Polizei-Wissenschaften 1968 ab. Er arbeitete nach dem Abschluss auf der Polizeiwache Heliopolis. Zunächst war er Chefermittler im Distrikt El-Zaitoun, dann stellvertretender Polizeichef in Heliopolis, dann Chefermittler des Ost-Kairiner Sektors. Von 1992 bis 1999 war er Direktor der Kairiner Kriminalpolizei. 
Seine politische Karriere führte durch das Innenministerium und machte ihn zum Generaldirektor der Polizei von Kaliobia, Kafr asch-Schaich und Al-Minya. Er war auch oberster Gefängnischef. Später wurde er Assistent des Innenministers, dann erster Assistent des Innenministers und Mitglied des höchsten Polizeirates. Er hat zwei Verdienstmedaillen und sprach auf vielen lokalen und internationalen Sicherheitskonferenzen. Zuletzt wurde er Vize-Innenminister neben Innenminister Habib al-Adli.
Als Reaktion auf die Revolution in Ägypten 2011 wurde er von Präsident Muhammad Husni Mubarak am 31. Januar 2011 zum Innenminister ernannt. Wagdi ist verantwortlich für die Aufklärung der tödlichen Befehle seines inhaftierten Vorgängers, welcher seine Autorität verlor, als hunderte von Untergebenen sich weigerten, scharf auf Demonstranten zu schießen. Am 6. März 2011 folgte ihm Mansour el-Essawy auf dem Posten des Innenministers nach. Am 22. März demonstrierten etwa 18.000 Unteroffiziere der Polizei vor dem Innenministerium, um Wagdys Wiedereinsetzung und eine Gehaltserhöhung zu fordern. Dabei wurde die Kommunikationszentrale angezündet, die vollständig abbrannte.
| Vorgänger     | Amt                                                   | Nachfolger        |
| ------------- | ----------------------------------------------------- | ----------------- |
| Habib al-Adli | Ägyptischer Innenminister 31. Januar bis 6. März 2011 | Mansour el-Essawy |